# インディオ援軍

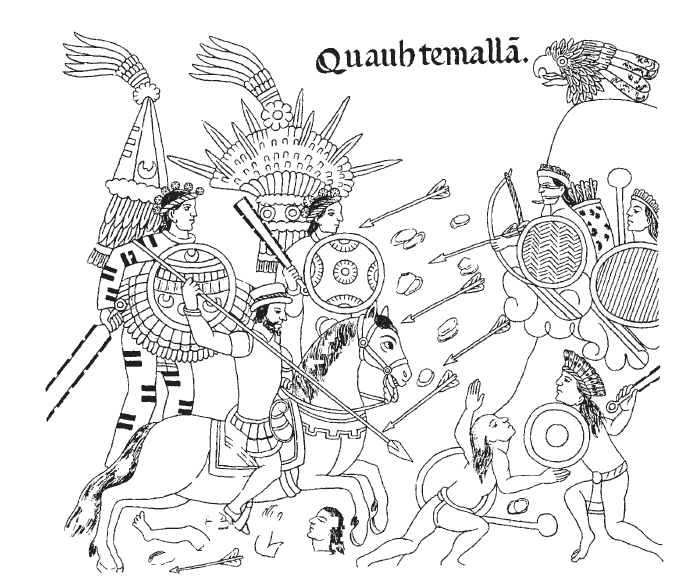
16世紀のトラスカラの歴史に描かれているようにトラスカラの援軍がグアテマラでスペインを支援している。

インディオ援軍（－えんぐん、スペイン語: Indios auxiliares、英語: Indian auxiliaries）は スペインと同盟しスペインによるアメリカ大陸の植民地化でコンキスタドールと共に戦ったアメリカ先住民である。この援軍は特にスペインのインカ帝国征服で道案内や通訳、荷運びとしてヤナクナとも呼ばれる活動をした。この言葉は偵察や戦闘のためにスペインに使われた先住民の戦士から成り立つ編隊にも使われた。先住民の援軍はアメリカ州の植民地に対する支配を維持するスペインにより使われ続け、度々最前線に駐留し、しばしばアラウコ戦争のような反植民地の反乱を抑圧するのに使われた。

## 歴史
一般に同盟から起こったインディオ援軍の隊形はスペインにより作られ、征服を意図している領域の占領中に見出した民族間の反目につけ込んだ。エルナン・コルテスはこの先住民との縦陣を強化したことで知られる最初の総督の一人であった。一般に征服が終わるとこのインディオ援軍は既に征服した領域の入植者に割り振られた。しばしば征服者の家来の最大のグループとみなされた。

### メキシコ
1519年から1521年のアステカに対するエルナン・コルテスの戦役でトラスカラ王国のような様々な国からの数十万人の先住民の援軍で（約1300人の）貧弱なスペイン兵の部隊を補った。アステカの首都テノチティトランの最後の包囲戦で、メキシコ盆地のソチミルコ湖周辺の多くの国から動員されたアステカの戦士が30万人以上を数えた一方で、兵士の一人ベルナル・ディアス・デル・カスティリョの報告によるとコルテスは約20万人のトラスカラなどの先住民の援軍がいた。

### グアテマラ
グアテマラへのペドロ・デ・アルバラードの遠征は480人のスペイン人と中央メキシコのトラスカラ王国やチョルーラなどの都市からの数千人のインディオ援軍から成り立っていた。グアテマラではスペインはいつものように先住民の同盟を編成し、初めはこの部隊は最近征服されたメキシコからもたらされたナワ族であり、後にマヤ人も含まれた。戦場のスペイン人毎に少なくとも10人の先住民の援軍がいたと見積もられている。時にスペイン人当たり30人の先住民の戦士がいて、特に決定的なこのメソアメリカの同盟参加国であった。新たに征服されたマヤ人のグループにツトゥヒル族やケツァルテナンゴのキチェ族のように嘗て征服を受けたスペインに忠誠を誓い続け、更なる征服を手助けする戦士を提供した。
1524年、ツトゥヒル族に対する勝利を収めたばかりでペドロ・デ・アルバラードはグアテマラの太平洋岸低地地方の非マヤ系のシンカ族に対して部隊を率いた。この時点でアルバラードの部隊は殆どがカクチケル族とチュロテク族の6000人の先住民の同盟軍が加わった250人のスペイン歩兵隊からなっていた。
サクレウのマム族の要塞が1525年に40人のスペイン騎兵隊と80人のスペイン歩兵隊と約2000人のメシカ族とキチェ族の同盟軍と共にペドロ・デ・アルバラードの兄弟ゴンサロ・デ・アルバラード・イ・コントレラスにより攻撃された。スペインが1530年にナバフのイシル族の都市を包囲すると、先住民の同盟軍はなんとか壁をよじ登り砦を突破し火を付けられた。防衛する多くのイシル族の戦士は火と戦うことを諦め、スペインは入口に殺到し防衛線を突破できた。

### ペルーとチリ
- クスコ包囲（英語版）でフランシスコ・ピサロは200人のスペイン人と3万人の先住民のチャンカ族（英語版）やウアンカ族（英語版）、カニャリ（英語版）、チャチャポヤス（英語版）がいた。
- ディエゴ・デ・アルマグロの戦列はチリに入り500人のスペイン人や100人のアフリカの奴隷、1万人のインディオ援軍がいた。
- ペドロ・デ・バルディビアによるチリ征服（英語版）の場合、クスコを出立した元の軍勢には11人のスペイン人や1000人のインディオ援軍が含まれていた。

### フィリピンと中国
- トラスカルテカはフィリピン諸島の征服にミゲル・ロペス・デ・レガスピを加え（参加者の一部はトラスカルテカであった）そこに入植し先住民のタガログ族社会と混血した[10][11][12]。
- スペインが中国を征服する計画を立てると、日本とポルトガルに加えて中国とフィリピンが同盟していることに気付いた[13][14][15]。

### 征服後の植民地時代
当初の征服後はこの同盟の殆どは必要性が下がり時に厄介者とみなされた。同盟は当時広大なスペイン帝国の防衛に必要であった。スペイン帝国の軍事力に併合され、一部門を形成し、Compañías de Indios Nobles（「高貴なインディオ中隊」）のように自身の名前でヨーロッパ式に組織された。防衛の必要性はカリブ海の海賊のようなヨーロッパの脅威やチチメカ族やアパッチ族、コマンチェのようなアメリカの脅威や長引いたアラウコ戦争からもたらされた。

## 注
1. ↑  Sharer and Traxler 2006, p. 763. Lovell 2005, p. 58. Matthew 2012, pp. 78–79.
2. ↑  Restall and Asselbergs 2007, p. 16.
3. ↑  Carmack 2001, pp. 39–40.
4. ↑  Letona Zuleta et al., p. 5.
5. ↑  Letona Zuleta et al., p. 6.
6. ↑  Lovell 2005, p. 61.
7. ↑  Carmack 2001, p. 39.
8. ↑  Gall 1967, p.39.
9. ↑  Lovell 2005, p. 65.
10. ↑  EDAF (2021-09-07) (スペイン語). Naves negras: La aventura del lago Español. ISBN 978-84-414-4115-6
11. ↑  “Tato's Bear Cave ~ México en la conquista de Filipinas con guerreros tlaxcaltecas” (スペイン語). Tato's Bear Cave. Template:Cite webの呼び出しエラー：引数 accessdate は必須です。
12. ↑  Fondo de Cultura Economica (2018-01-03) (スペイン語). De América a Europa: Cuando los indígenas descubrieron el Viejo Mundo (1493-1892). Fondo de Cultura Economica. ISBN 978-607-16-5340-6
13. ↑  Ollé (2002).
14. ↑  Thomas (2015).
15. ↑  Comellas García-Lera (2009).
16. ↑  Martínez Laínez and Carlos Canales 2009.

## 参照
- Carmack, Robert M. (2001) (スペイン語). Kik'aslemaal le K'iche'aab': Historia Social de los K'iche's. Guatemala City, Guatemala: Cholsamaj. ISBN 99922-56-19-2. OCLC 47220876
- Comellas García-Lera, José Luis (2009). Páginas de la historia. Rialp. ISBN 9788432137969
- Gall, Francis (July–December 1967). “Los Gonzalo de Alvarado, Conquistadores de Guatemala” (スペイン語). Anales de la Sociedad de Geografía e Historia (Guatemala City, Guatemala: Sociedad de Geografía e Historia de Guatemala) XL. OCLC 72773975.
- Letona Zuleta, José Vinicio; Carlos Camacho Nassar; Juan Antonio Fernández Gamarro (January 2003). “Las tierras comunales xincas de Guatemala”. In Carlos Camacho Nassar (スペイン語). Tierra, identidad y conflicto en Guatemala. Guatemala: Facultad Latinoamericana de Ciencias Sociales (FLACSO); Misión de Verificación de las Naciones Unidas en Guatemala (MINUGUA); Dependencia Presidencial de Asistencia Legal y Resolución de Conflictos sobre la Tierra (CONTIERRA). ISBN 978-99922-66-84-7. OCLC 54679387
- Lovell, W. George (2005). Conquest and Survival in Colonial Guatemala: A Historical Geography of the Cuchumatán Highlands, 1500–1821 (3rd ed.). Montreal, Canada: McGill-Queen's University Press. ISBN 0-7735-2741-9. OCLC 58051691
- Martínez Laínez, Fernando; Carlos Canales (2009) (スペイン語). Banderas Lejanas: La exploración, conquista, y defensa por España del territorio de los actuales Estados Unidos [Distant Flags: The exploration, conquest, and defence of the modern territory of the United States by Spain]. Madrid, Spain. ISBN 9788441421196. OCLC 428447626
- Matthew, Laura E. (2012). Memories of Conquest: Becoming Mexicano in Colonial Guatemala. First Peoples. Chapel Hill, North Carolina, USA: University of North Carolina Press. ISBN 978-0-8078-3537-1. OCLC 752286995
- Ollé, Manel (2002). La empresa de china: de la Armada Invencible al Galeón de Manila. Acantilado. ISBN 9788495359858
- Restall, Matthew; Florine Asselbergs (2007). Invading Guatemala: Spanish, Nahua, and Maya Accounts of the Conquest Wars. University Park, Pennsylvania, US: Pennsylvania State University Press. ISBN 978-0-271-02758-6. OCLC 165478850
- Ruiz-Esquide Figueroa, Andrea (1993) (スペイン語). Los indios amigos en la frontera araucana. Colección Sociedad y cultura. 4. Santiago, Chile: Dirección de Bibliotecas, Archivos y Museos: Centro de Investigaciones Diego Barros Arana. ISBN 956-244-013-3. OCLC 30918538
- Sharer, Robert J.; Loa P. Traxler (2006). The Ancient Maya (6th ed.). Stanford, California, US: Stanford University Press. ISBN 0-8047-4817-9. OCLC 57577446
- Thomas, Hugh (2015). World Without End: Spain, Philip II, and the First Global Empire. Random House. ISBN 9780812998122